# Onaphernes
Onaphernes est le satrape des cadusiens.

## Histoire
Certains historiens identifient Onaphernes (Wanafarna) avec le général persan Otanes,.